# 왕충 (고려 초기)
왕충(王忠)은 고려(高麗) 초기의 무신(武臣)이다.

## 생애
924년 (태조 7년) 7월 후백제의 견훤이 아들 수미강(須彌康)과 양검 등을 보내어 조물군(曹物郡) 지금의 경상북도 안동시 부근)을 공격하게 하였을 때, 장군 애선(哀宣)과 함께 왕의 명령을 받고 나아가 후백제군을 물리쳤다. 928년에는 견훤이 장군 관흔(官昕)을 시켜 양산(陽山)에 성을 쌓게 하자 명지성(命旨城) 지금의 경기도 포천시 부근)의 원보로서 군사를 거느리고 가서 물리쳤다.

## 왕충이 등장하는 작품
- 《태조 왕건》 (KBS, 2000년~2002년 배우:이한위)

## 참고 문헌
- 고려사
- 고려사절요

## 같이 보기
- 고려 태조
- 고려 혜종
- 최지몽
- 유금필
- 박술희